# 太平洋巨卵滑鸟蛤
太平洋巨卵滑鸟蛤（學名：Laevicardium elatum），舊稱太平洋巨卵鸟尾蛤（Cardium elatum），是鳥蛤目鸟蛤科滑鸟蛤属的一種。

## 分佈
生長於太平洋的熱帶東海岸，從美國加州南部的加里福尼亞海灣到墨西哥，最遠可達巴拿馬的巴拿馬省。